# Henry Luce

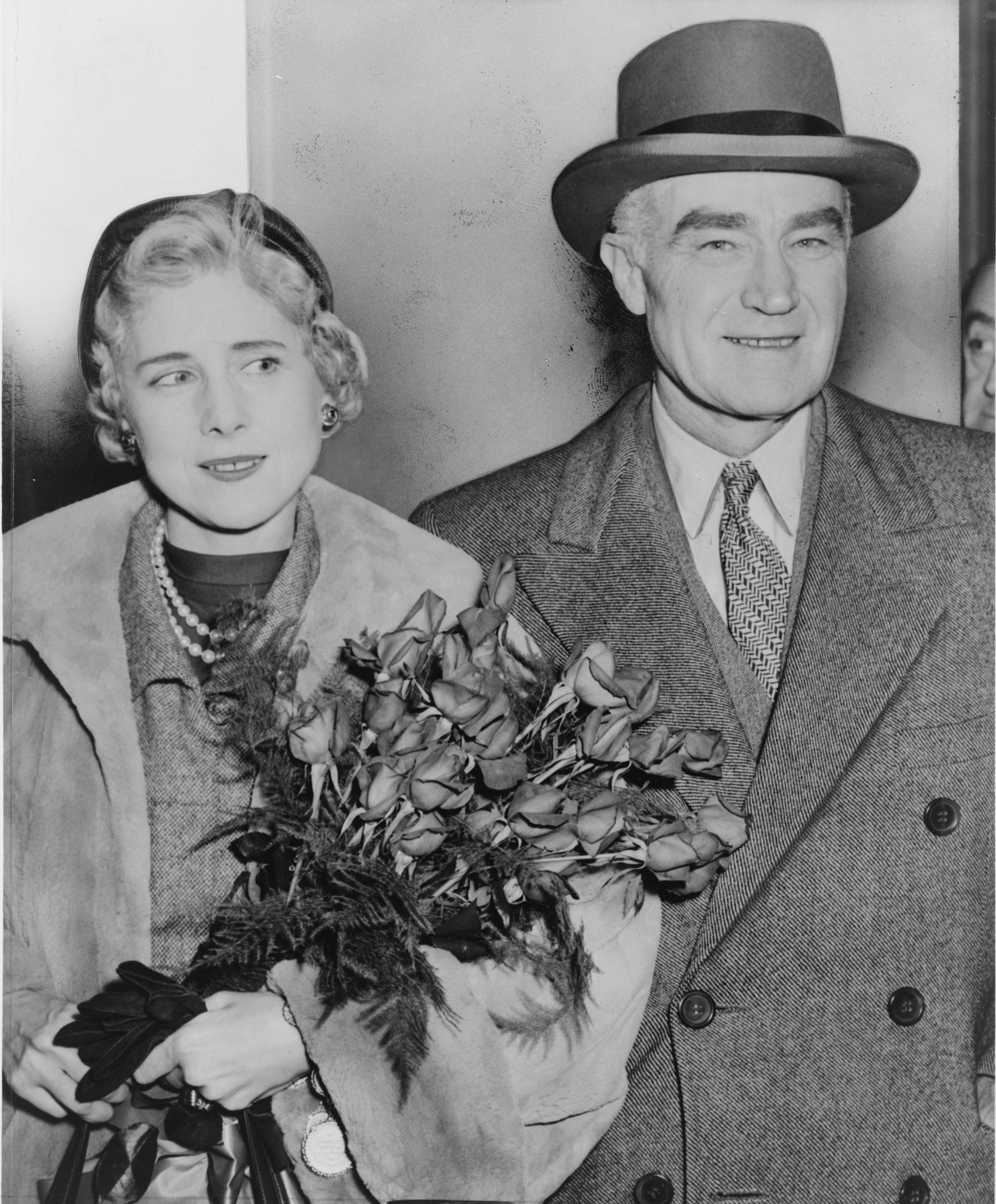
Henry Luce

Henry Robinson Luce (3 tháng 4 năm 1898 – 28 tháng 2 năm 1967) là một chủ bút có quyền lực ở Mỹ, người sáng lập ra tạp chí Fortune năm 1930. Ông sinh tại Đăng Châu, Trung Quốc, là con của một nhà truyền giáo Giáo hội Trưởng Lão (Thiên Chúa giáo). 15 tuổi, ông quay trở về Mỹ sinh sống và học tập. Ông tốt nghiệp Đại học Yale năm 1920.